# Crash de Habsheim
Le crash de Habsheim est un accident survenu le 26 juin 1988 impliquant un Airbus A320 effectuant un vol depuis l'aéroport de Bâle-Mulhouse au bénéfice de l'aéro-club de Mulhouse, qui s'est écrasé dans une forêt en bout de piste de l'aérodrome de Mulhouse-Habsheim, dans le sud de l'Alsace.  
Affrété par Air Charter, pour le compte d'Air France (vol ACF 296Q), avec 136 personnes à bord (la plupart faisant un baptême de l'air), l'A320, qui faisait alors partie de la toute nouvelle génération d'avion de ligne du constructeur Airbus, effectuait un passage à basse hauteur et à faible vitesse, dans le cadre d'un vol de présentation à un meeting aérien. 
Après l'impact, la plupart des passagers réussissent à évacuer l'avion malgré l'incendie qui s'est déclenché et qui fait trois morts et trente-six blessés. C'est la première perte et le premier accident mortel impliquant un Airbus A320.

## Avion

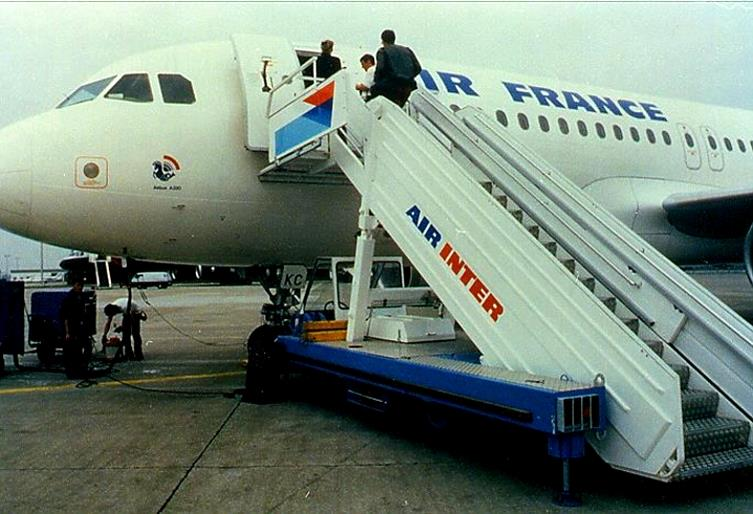
L'A320 impliqué, ici à l'aéroport international de Bâle-Mulhouse-Fribourg en 1988, avec les passagers embarquant à bord peu de temps avant l'accident.

L'appareil impliqué, un Airbus A320-111 immatriculé F-GFKC (numéro de série 009), était exploité par Air France sous contrat de location-vente. Livré seulement quatre jours auparavant (le 22 juin 1988), il totalisait 22 heures de vol et n'avait effectué que 18 cycles (décollage/atterrissage). Il était équipé de deux turboréacteurs CFM International CFM56-5A1. 
Le dimanche 26 juin, il effectue pour le compte d'Air Charter (compagnie filiale d'Air France) et au bénéfice de l'aéro-club de Mulhouse, le premier de deux vols circulaires prévus au départ de l'aéroport de Bâle-Mulhouse sous  l'indicatif radio et numéro de vol ACF 296 Q. 
Le programme du vol prévoit une démonstration dans le cadre d'un meeting aérien à l'aérodrome de Habsheim. Après un premier passage à 100 pieds (environ 30 m) de hauteur et à très basse vitesse, suivi d'un second à grande vitesse (340 kt, environ 600 km/h), l'avion doit remonter vers la balise d'Héricourt et mettre le cap au sud pour un vol au-dessus des Alpes.  
Le but de la première manœuvre consiste donc à faire un passage au-dessus de l'aérodrome, à très basse altitude (100 pieds) et à la vitesse la plus basse possible (c'est-à-dire à l'incidence maximale de l'A 320, dite Alpha Max, de 17,5°). Pour cela, les pilotes désactivent la protection Alpha Floor (qui déclenche une remise des gaz automatique quand l'incidence atteint 15° au-dessus de 100 pieds). 
Les commandes de vol électriques de l'A320, premier avion de ligne à en être équipé, sont censées rendre cet exercice beaucoup moins risqué que sur d'autres appareils, car elles empêchent le décrochage. Mais comme pour tout autre avion, lorsque l'incidence maximale est atteinte, la marge de manœuvre devient nulle et le facteur de charge limité à 1: il ne peut se remettre en montée tant que la vitesse n'a pas augmenté à nouveau.

## Équipage
Le commandant de bord est Michel Asseline (44 ans). Il est considéré comme l'un des meilleurs pilotes de la compagnie et connaît parfaitement l'A320 pour avoir participé à sa mise en service. C'est un fervent défenseur de ce nouvel avion dont la philosophie des commandes de vol électriques, qui brident l'action du pilote, est contestée au sein de la profession. Il est depuis décembre 1987 chef de la subdivision instruction A320. Fin mai, il totalise 10 463 heures de vol, dont 138 sur A320.
Son copilote pour ce vol est Pierre Mazières (45 ans), également commandant de bord chez Air France. Depuis le 25 mars 1988, il participe à la mise en exploitation de l'A320 dans l'encadrement de la compagnie. Il compte 10 853 heures heures de vol à son actif.
L'équipage comprend également 4 navigants commerciaux. Il y a 130 passagers, dont quelques journalistes et des personnes faisant un baptême de l'air, ainsi que deux passagères hôtesses de l'air assises en cockpit.

## Accident

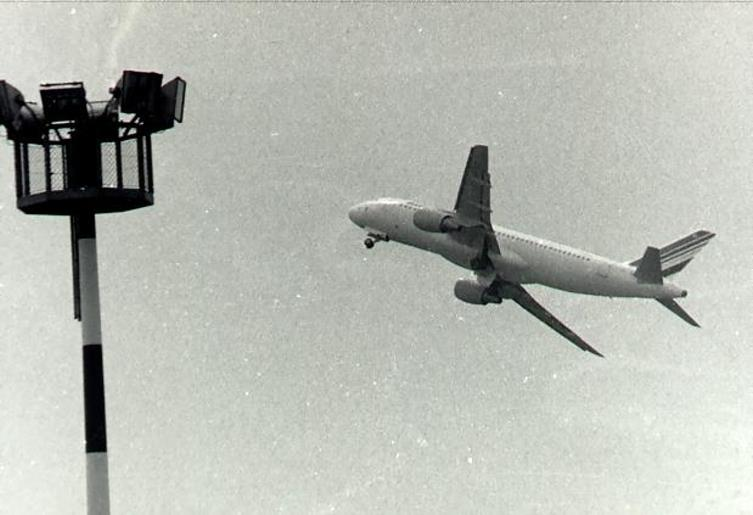
L'appareil accidenté (F-GFKC), photographié lors du décollage en direction de l'aérodrome de Habsheim.

Le vol 296Q décolle de Bâle-Mulhouse à 12 h 41 UTC (14 h 41 locales) face au sud-est et vire à droite en montée vers 2 000 pieds QNH (environ 300 mètres sol). Les pilotes se dirigent vers l'aérodrome de Habsheim (une vingtaine de kilomètres plus au nord) en vol à vue. Après trois minutes de vol, ils contactent la tour de contrôle qui les autorise à faire leur passage. Le terrain ayant été identifié tardivement (à 5,5 NM et 190 kt), les moteurs sont réduits à fond et restent au ralenti pendant toute la descente, train et volets sortis. Le pilote s'aligne sur la piste 34 droite. 
À 12 h 45 min 26 s, le pilote met l'avion en palier à une hauteur radiosonde d'environ 30 pieds (10 m) au-dessus de la piste, soit trois fois plus bas que prévu. À 12 h 45 min 34 s, le pilote remet les gaz, mais les réacteurs toujours au ralenti tardent à réagir. À l'approche de la forêt de la Hardt située en bout de piste (dont les arbres sont d'une hauteur de 12 m environ), il tire sur le manche à fond pour essayer de reprendre de l'altitude, mais la vitesse est trop faible et l'incidence maximale est atteinte trois secondes après la remise des gaz.  
À 12 h 45 min 39 s, la queue de l'avion accroche la cime des arbres dès l'orée de la forêt, provoquant une traînée supplémentaire qui empêche l'avion de reprendre de la vitesse. Les moteurs et le train principal touchent les arbres à leur tour. L'ordinateur de bord, conformément à sa fonction, évite le décrochage et le maintient en ligne de vol, mais l'avion s'enfonce et finit sa course dans la forêt 300 m après la fin de la piste.
Du carburant s'échappe de l'aile droite, brisée à l'impact, et prend feu immédiatement, les flammes pénétrant dans la cabine dès l'arrêt de l'avion. L'évacuation est déclenchée immédiatement par les navigants commerciaux et tous les passagers quittent l'avion par les toboggans de secours, sauf un garçon tétraplégique et une fillette qui restent bloqués à leurs places, ainsi qu'une troisième personne revenue leur porter secours.
De nombreux témoins filment la scène. Les pompiers, également présents au meeting, interviennent, mais les véhicules incendie ne peuvent pénétrer dans la forêt. Au total 110 personnes sont prises en charge par les secours ou hospitalisées, la plupart touchées à la tête lors du choc contre le siège précédent, d'autres blessées lors de l'évacuation par les toboggans, endommagés par les arbres, et quatre victimes de brûlures. L'avion est détruit, le bilan de l'accident s'élève à trois morts et trente-six blessés hospitalisés (dont les deux pilotes).

## Enquête
Dans son rapport final, la commission d'enquête a estimé que les causes probables de l'accident sont la conjonction de plusieurs conditions : 
- hauteur de survol du terrain très faible, et inférieure à celle des obstacles environnants ;
- vitesse très lente, en régression pour atteindre l'incidence de vol maximale possible ;
- régime des moteurs au ralenti en vol ;
- remise des gaz tardive.

La descente de l'avion en dessous de l'altitude prévue de 100 pieds, si elle n'a pas été délibérée, a pu découler d'une mauvaise prise en compte des informations visuelles ou sonores susceptibles de préciser la hauteur de l'appareil.
D'autres facteurs ont placé l'équipage dans une situation qu'il n'a pas su maîtriser :
- les informations qui ont été fournies aux pilotes et la préparation du vol étaient insuffisantes ;
- l'ambiance de fête tant pour les passagers que pour les spectateurs a pu se propager au commandant de bord ;
- le commandant de bord voulait défendre les caractéristiques nouvelles de l'A320, à l'époque parfois attaquées et qui ont pu induire dans son esprit un excès de confiance ;
- l'identification tardive du terrain a entraîné une descente tous moteurs réduits et un passage avec une vitesse non stabilisée ;
- aucun des deux pilotes n'avait l'expérience de telles présentations en vol ni d'une telle remise des gaz à partir du ralenti en vol.

## Suites judiciaires
Le 15 mars 1997, le pilote, Michel Asseline, poursuivi devant le tribunal correctionnel de Colmar pour blessures et homicides involontaires, est condamné pour son « imprudence majeure » et ses « multiples fautes » à 18 mois de prison, dont six mois ferme ; Henri Petit, directeur des opérations aériennes à Air France, qui avait autorisé ce vol à trop basse altitude et en présence de passagers, à 18 mois avec sursis pour avoir été « à l'origine directe de la survenance de l'accident » ; le copilote, Pierre Mazières, 54 ans, à 12 mois avec sursis pour « fautes personnelles » dans la préparation du vol. Jacques Gauthier, chef de la sécurité des vols à Air France, a été condamné à six mois avec sursis et François Furstenberger, président du club organisateur du meeting, à trois mois avec sursis, pour « omission de convoquer l'équipage à un briefing ».
Le 9 avril 1998, la cour d'appel de Colmar porte la peine de Michel Asseline à vingt mois de prison, dont dix ferme.

## Polémique

### Enquête judiciaire
Les deux boîtes noires, retrouvées intactes le jour de l'accident et conservées par la Direction générale de l'Aviation civile ont été transmises directement au Bureau d'Enquêtes et d'Analyses (pour le CVR) et au Centre d'essais en vol de Brétigny (pour le DFDR) pour être dépouillées dans la nuit suivant l'accident. Or, la procédure judiciaire aurait voulu qu'elles soient mises sous scellés immédiatement et confiées au juge d'instruction. Cramponné à sa thèse du complot industriel, Michel Asseline a soutenu que les boîtes noires des scellés n'étaient pas celles qui se trouvaient dans l'avion. L'enregistrement audio comporterait 4 ou 8 secondes de « blanc » au moment de l'impact.[réf. nécessaire]
Le magazine New Scientist a noté qu'un doute planait du fait que l'instruction judiciaire avait continué après la clôture de l'enquête du BEA et que le juge d'instruction prévoyait de revenir sur tous les points techniques qui avaient été critiqués, ce qui découle du fait que l'enquête du BEA est uniquement technique, sans vocation à définir les responsabilités, tâche incombant à la justice.

### Comportement de l'avion
Michel Asseline estime avoir été injustement accusé. À l'appui de cette thèse, il affirme : « J'ai voulu remettre les gaz, mais ça n’a pas répondu... ». Il affirme également que l'altimètre indiquait 100 pieds alors que la hauteur indiquée par la radiosonde et confirmée par des vidéos de l'écrasement montre que l'appareil se trouve à environ 30 pieds (10 mètres) du sol.  
Airbus Industries avait signalé deux problèmes à Air France le mois précédent dans un bulletin (Operational Engineering Bulletins), qui ne semble pas avoir été communiqués aux pilotes à l'époque : 
- OEB 19/1 : déficience de l'accélération des moteurs à basse altitude. Ce bulletin note que les moteurs peuvent ne pas réagir immédiatement à la poussée des manettes des gaz à basse altitude. Mais si ce défaut identifié ne se produit qu'à basse vitesse, l'enquête a établi que la réponse des moteurs a été nominale et conforme à la norme de certification qui prévoit un délai de 8 secondes maximum entre le ralenti vol et la puissance permettant une pente de montée de 3,2 %[11] ; dans le cas de ce vol il ne s'est écoulé que 5 secondes entre la remise des gaz et l'impact avec les arbres ; les moteurs ont atteint 83 à 84 % de leur vitesse de rotation de référence (N1) au moment du premier contact avec les arbres, et 91 % de N1 1 seconde plus tard, avant d'être étouffés par les débris de végétation ingérés ;
- OEB 06/2 : contrôle croisé des instruments barométriques. Ce bulletin indique que l'indicateur barométrique d'altitude de l'A320 ne fonctionne pas toujours correctement. À noter que par principe, à basse hauteur un altimètre barométrique mesure une altitude-pression et doit être corrigée du calage altimétrique mesurée sur le terrain (QFE). Il a donc une précision moindre que la radiosonde qui la mesure directement (une voix synthétique annonce au pilote régulièrement la hauteur radiosonde à 200, 100, 50, 40, 30, 20, 10 et 5 pieds[11]). Par ailleurs, l'attitude très cabrée de l'avion fait que la hauteur perçue depuis le poste de pilotage est surestimée.

Le fait que l'A320 était un avion de conception nouvelle, commercialisé cette année-là et annoncé comme l'avion « le plus sûr du monde », a pu jouer un rôle dans l'accident, du fait d'un excès de confiance des pilotes dans la technologie.

### Conception de l'A320
Norbert Jacquet, pilote sur Boeing 747 à Air France, crée, à l'époque, un syndicat indépendant du Syndicat national des pilotes de ligne (SNPL), pour rendre plus transparent le déroulement de l'enquête. Il met en cause la conception et la certification de l'A320. Mis à pied par sa compagnie qui a invoqué des motifs psychiatriques, l'État lui retire définitivement sa licence de pilote pour les mêmes raisons, alors que les psychiatres n'ont finalement pas constaté de troubles. Il a écrit en 1994 (après l'accident du mont Sainte-Odile) un livre pour dénoncer ce qu'il appelle un « mensonge d'État. L'association des familles des victimes du Mont Sainte-Odile s'est désolidarisée de Norbert Jacquet, semblant le regretter après épuisement de toutes les procédures. En 1990, le ministre des transports avait porté plainte contre lui et Michel Asseline pour diffamation. En janvier 1993, Louis Mermaz, qui était ministre des Transports au moment du crash, a engagé un nouveau procès en diffamation contre Norbert Jacquet, et lui seul, après que le pilote a accusé le ministre d’avoir personnellement participé à une substitution d'enregistreurs. Le ministre a perdu son procès en première instance, a fait appel, puis s'est désisté au moment de la parution du livre de Norbert Jacquet. Par la suite, Mermaz a refusé de témoigner quant aux raisons de son désistement.
La polémique qui a suivi cet accident a retardé les commandes initiales de l'A320[réf. nécessaire], cependant, l'A320 n'ayant pas de concurrent équivalent pendant longtemps, il devint un grand succès commercial pour Airbus.

## Médias
L'accident a fait l'objet d'un épisode dans la série télé Air Crash nommé « Essai tragique » (saison 9 - épisode 3).